# Anti-Mui Tsai Society
Anti-Mui Tsai Society var en organisation i Hongkong, grundad 26 mars 1922. Den verkade för att avskaffa Mui Tsai-slavhandeln i Hongkong, en traditionell kinesisk slavhandel där flickor såldes som pigor till sina arbetsgivare. 
Mui Tsai-systemet var en gammal traditionell kinesisk sedvänja som fanns redan när Hongkong grundades 1841, och de brittiska myndigheterna i Hongkong ansåg det länge vara en privatsak för kinesiska hushåll och ville inte lägga sig i saken, trots att slavhandel och slaveri redan 1841 var förbjudet på brittisk mark. Flickorna såldes ofta av sina fattiga föräldrar som tjänsteflickor och blivande sonhustrur till rikare kinesiska familjer, och kunde i vissa fall hamna i sexhandeln. I början av 1900-talet uppmärksammades detta som slavhandel av både britter och kristna kineser och Hongkong, och 26 mars 1922 bildades Anti-Mui Tsai Society. En häftig offentlig debatt och en kampanj drevs i brittisk press mot Mui Tsai-slavhandeln. 
Kampanjen gjorde att de brittiska myndigheterna förbjöd handeln genom att införa krav på registrering och därmed avskaffande av slavhandeln. Denna reform blev dock i praktiken endast ett pappersförbud eftersom den inte implementerades. 1926 var Storbritannien med och skrev på Antislaverikonventionen hos Nationernas förbund. Frågan fick internationell uppmärksamhet. Efter stark politisk press, antog myndigheterna i Hongkong 1929 Female Domestic Service Ordinance. Alla Mui Tsai-flickor skulle vara registrerade den 31 maj 1930. Därefter skulle inte registrering, och därmed inte heller försäljning, vara tillåten. Inspektörer utsågs för att betala Mui Tsai-flickorna och se till att de inte behandlades illa, och att de fick ut sin lön.